# Großer Preis von Japan (Motorrad)

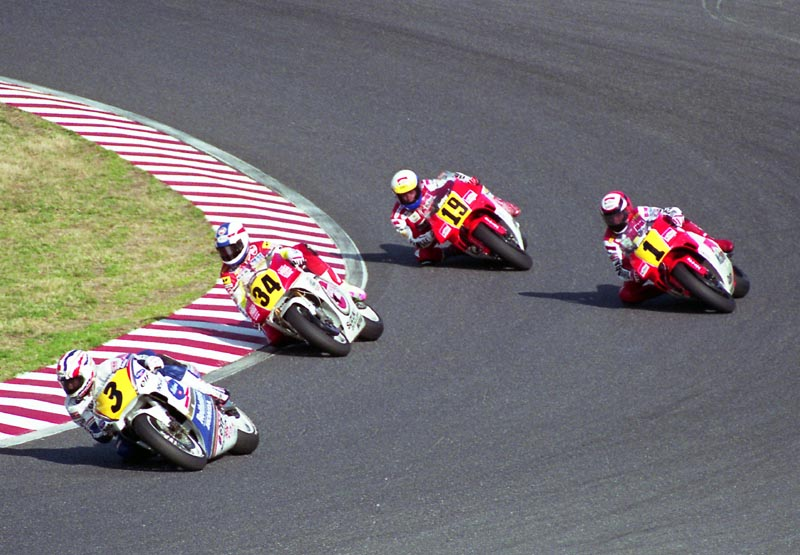
500-cm³-Lauf 1991:Doohan (3) führt vor Schwantz (34), Rainey (1) und Kocinski (19)

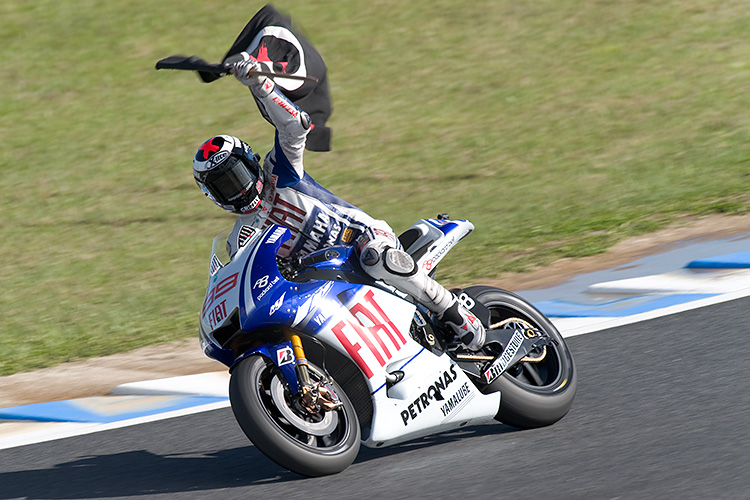
2009: Jorge Lorenzo (Yamaha) bejubelt den zweiten MotoGP-Sieg seiner Laufbahn

Der Große Preis von Japan für Motorräder ist ein Motorrad-Rennen, das seit 1962 ausgetragen wird und seit 1963 zur Motorrad-Weltmeisterschaft zählt. Er findet auf dem Twin Ring Motegi nahe Motegi statt.

## Geschichte
Das Rennen wurde erstmals 1962 auf dem Suzuka International Racing Course ausgetragen und hatte 1963 zum ersten Mal WM-Status. 1966 und 1967 fand der Grand Prix in Fuji statt, danach zählte er 19 Jahre lang nicht mehr zur Motorrad-WM.
Seit der Saison 1987 zählt der Große Preis von Japan ununterbrochen zur Weltmeisterschaft. Bis 2003 wurde er mit der Ausnahme von 1999, als er auf dem Twin Ring Motegi stattfand, wieder in Suzuka ausgetragen. Im Jahr 2003 verunglückte der Lokalmatador und 250-cm³-Weltmeister von 2001 Daijirō Katō in Suzuka schwer und erlag wenige Tage später seinen Verletzungen. Dies führte zu einer permanenten Verlegung des Rennens auf die Strecke von Motegi, wo der Grand Prix nun seit 2004 jährlich ausgetragen wird.
Im Jahr 2010 war der Große Preis von Japan ursprünglich für den 25. April geplant, wurde aber wenige Tage vorher wegen der Sperrung eines Großteils des europäischen Luftraums nach dem Ausbruch des Vulkans Eyjafjallajökull auf Island auf den 3. Oktober verschoben. In der Saison 2011 wurde als Folge des Tōhoku-Erdbebens 2011 der Große Preis erneut verschoben, diesmal vom 24. April auf den 2. Oktober.

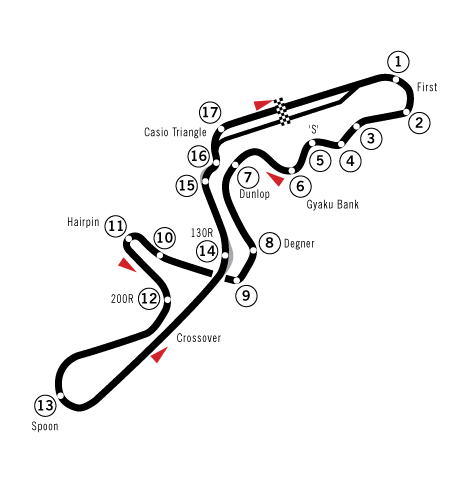
Suzuka International Racing Course
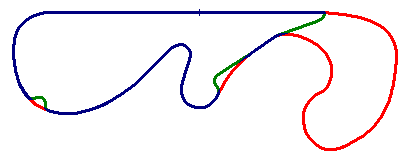
Die bis 1974 befahrene Variante des Fuji Speedway (rot).
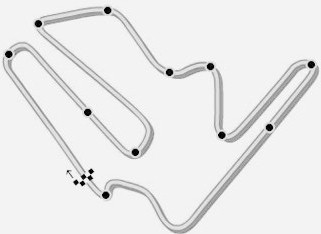
Streckengrafik des Twin Ring Motegi

## Statistik
(gefärbter Hintergrund = kein Rennen im Rahmen der Motorrad-Weltmeisterschaft)

### Von 1962 bis 1967
| Auflage | Jahr | Strecke | Klasse  | Sieger                    | Zweiter                       | Dritter                    | Schn. Rennrunde           |
| ------- | ---- | ------- | ------- | ------------------------- | ----------------------------- | -------------------------- | ------------------------- |
| 1       | 1962 | Suzuka  | 50 cm³  | Tommy Robb (Honda)        | Frank Perris (Suzuki)         | Naomi Taniguchi (Honda)    | Niemandsland              |
| 1       | 1962 | Suzuka  | 125 cm³ | Tommy Robb (Honda)        | Hugh Anderson (Suzuki)        | Isao Morishita (Suzuki)    | Niemandsland              |
| 1       | 1962 | Suzuka  | 250 cm³ | Jim Redman (Honda)        | Tommy Robb (Honda)            | Fumio Ito (Yamaha)         | Niemandsland              |
| 1       | 1962 | Suzuka  | 350 cm³ | Jim Redman (Honda)        | Moto Kitano (Honda)           | Tommy Robb (Honda)         | Niemandsland              |
|         |      |         |         |                           |                               |                            |                           |
| 2       | 1963 | Suzuka  | 50 cm³  | Luigi Taveri (Honda)      | Hugh Anderson (Suzuki)        | Shunkishi Masuda (Suzuki)  | Luigi Taveri (Honda)      |
| 2       | 1963 | Suzuka  | 125 cm³ | Frank Perris (Suzuki)     | Jim Redman (Honda)            | Ernst Degner (Suzuki)      | Jim Redman (Honda)        |
| 2       | 1963 | Suzuka  | 250 cm³ | Jim Redman (Honda)        | Fumio Ito (Yamaha)            | Phil Read (Norton)         | Fumio Ito (Yamaha)        |
| 2       | 1963 | Suzuka  | 350 cm³ | Jim Redman (Honda)        | Isao Yamashita (Honda)        | Luigi Taveri (Honda)       | Niemandsland              |
|         |      |         |         |                           |                               |                            |                           |
| 3       | 1964 | Suzuka  | 50 cm³  | Ralph Bryans (Honda)      | Niemandsland                  | Niemandsland               | Ralph Bryans (Honda)      |
| 3       | 1964 | Suzuka  | 125 cm³ | Ernst Degner (Suzuki)     | Luigi Taveri (Honda)          | Yoshimi Katayama (Suzuki)  | Hugh Anderson (Suzuki)    |
| 3       | 1964 | Suzuka  | 250 cm³ | Jim Redman (Honda)        | Isamu Kasuya (Honda)          | Hiroshi Hasegawa (Yamaha)  | Jim Redman (Honda)        |
| 3       | 1964 | Suzuka  | 350 cm³ | Jim Redman (Honda)        | Mike Hailwood (MZ)            | Isamu Kasuya (Honda)       | Jim Redman (Honda)        |
|         |      |         |         |                           |                               |                            |                           |
| 4       | 1965 | Suzuka  | 50 cm³  | Luigi Taveri (Honda)      | Ralph Bryans (Honda)          | Mitsuo Itō (Suzuki)        | Hugh Anderson (Suzuki)    |
| 4       | 1965 | Suzuka  | 125 cm³ | Hugh Anderson (Suzuki)    | Luigi Taveri (Honda)          | Ralph Bryans (Honda)       | Luigi Taveri (Honda)      |
| 4       | 1965 | Suzuka  | 250 cm³ | Mike Hailwood (Honda)     | Isamu Kasuya (Honda)          | Bill Ivy (Yamaha)          | Mike Hailwood (Honda)     |
| 4       | 1965 | Suzuka  | 350 cm³ | Mike Hailwood (MV Agusta) | Jim Redman (Honda)            | Isamu Kasuya (Honda)       | Mike Hailwood (MV Agusta) |
|         |      |         |         |                           |                               |                            |                           |
| 5       | 1966 | Fuji    | 50 cm³  | Yoshimi Katayama (Suzuki) | Hans Georg Anscheidt (Suzuki) | Hugh Anderson (Suzuki)     | Yoshimi Katayama (Suzuki) |
| 5       | 1966 | Fuji    | 125 cm³ | Bill Ivy (Yamaha)         | Yoshimi Katayama (Suzuki)     | Mitsuo Itō (Suzuki)        | Bill Ivy (Yamaha)         |
| 5       | 1966 | Fuji    | 250 cm³ | Hiroshi Hasegawa (Yamaha) | Phil Read (Yamaha)            | Akiyasu Motohashi (Yamaha) | Phil Read (Yamaha)        |
| 5       | 1966 | Fuji    | 350 cm³ | Phil Read (Yamaha)        | Bill Ivy (Yamaha)             | Alberto Pagani (Aermacchi) | Bill Ivy (Yamaha)         |
|         |      |         |         |                           |                               |                            |                           |
| 6       | 1967 | Fuji    | 50 cm³  | Mitsuo Itō (Suzuki)       | Stuart Graham (Suzuki)        | Hiroyuki Kawasaki (Suzuki) | Mitsuo Itō (Suzuki)       |
| 6       | 1967 | Fuji    | 125 cm³ | Hugh Anderson (Suzuki)    | Stuart Graham (Suzuki)        | Hideo Kanaya (Suzuki)      | Bill Ivy (Yamaha)         |
| 6       | 1967 | Fuji    | 250 cm³ | Ralph Bryans (Honda)      | Akiyasu Motohashi (Yamaha)    | Jyun Hamano (Yamaha)       | Hiroshi Hasegawa (Yamaha) |
| 6       | 1967 | Fuji    | 350 cm³ | Mike Hailwood (Honda)     | Ralph Bryans (Honda)          | Shigeyoshi Mimuro (Yamaha) | Mike Hailwood (Honda)     |

### Seit 1987
| Auflage | Jahr | Strecke | Klasse                                | Sieger                                | Zweiter                               | Dritter                               | Pole-Position                         | Schn. Rennrunde                       |
| ------- | ---- | ------- | ------------------------------------- | ------------------------------------- | ------------------------------------- | ------------------------------------- | ------------------------------------- | ------------------------------------- |
| 7       | 1987 | Suzuka  | 250 cm³                               | Masaru Kobayashi (Honda)              | Sito Pons (Honda)                     | Reinhold Roth (Honda)                 | Masahiro Shimizu (Honda)              | Masaru Kobayashi (Honda)              |
| 7       | 1987 | Suzuka  | 500 cm³                               | Randy Mamola (Yamaha)                 | Wayne Gardner (Honda)                 | Takumi Ito (Suzuki)                   | Niall Mackenzie (Honda)               | Randy Mamola (Yamaha)                 |
|         |      |         |                                       |                                       |                                       |                                       |                                       |                                       |
| 8       | 1988 | Suzuka  | 250 cm³                               | Toni Mang (Honda)                     | Sito Pons (Honda)                     | Masaru Kobayashi (Honda)              | Toshihiko Honma (Yamaha)              | Sito Pons (Honda)                     |
| 8       | 1988 | Suzuka  | 500 cm³                               | Kevin Schwantz (Suzuki)               | Wayne Gardner (Honda)                 | Eddie Lawson (Yamaha)                 | Tadahiko Taira (Yamaha)               | Kevin Schwantz (Suzuki)               |
|         |      |         |                                       |                                       |                                       |                                       |                                       |                                       |
| 9       | 1989 | Suzuka  | 125 cm³                               | Ezio Gianola (Honda)                  | Hisashi Unemoto (Honda)               | Kohji Takada (Honda)                  | Ezio Gianola (Honda)                  | Ezio Gianola (Honda)                  |
| 9       | 1989 | Suzuka  | 250 cm³                               | John Kocinski (Yamaha)                | Sito Pons (Honda)                     | Luca Cadalora (Yamaha)                | John Kocinski (Yamaha)                | John Kocinski (Yamaha)                |
| 9       | 1989 | Suzuka  | 500 cm³                               | Kevin Schwantz (Suzuki)               | Wayne Rainey (Yamaha)                 | Eddie Lawson (Yamaha)                 | Tadahiko Taira (Yamaha)               | Kevin Schwantz (Suzuki)               |
|         |      |         |                                       |                                       |                                       |                                       |                                       |                                       |
| 10      | 1990 | Suzuka  | 125 cm³                               | Hans Spaan (Honda)                    | Stefan Prein (Honda)                  | Kohji Takada (Honda)                  | Kin'ya Wada (Honda)                   | Stefan Prein (Honda)                  |
| 10      | 1990 | Suzuka  | 250 cm³                               | Luca Cadalora (Yamaha)                | Carlos Cardús (Honda)                 | Wilco Zeelenberg (Honda)              | John Kocinski (Yamaha)                | Jacques Cornu (Honda)                 |
| 10      | 1990 | Suzuka  | 500 cm³                               | Wayne Rainey (Yamaha)                 | Wayne Gardner (Honda)                 | Kevin Schwantz (Suzuki)               | Wayne Rainey (Yamaha)                 | Wayne Rainey (Yamaha)                 |
|         |      |         |                                       |                                       |                                       |                                       |                                       |                                       |
| 11      | 1991 | Suzuka  | 125 cm³                               | Noboru Ueda (Honda)                   | Fausto Gresini (Honda)                | Loris Capirossi (Honda)               | Noboru Ueda (Honda)                   | Noboru Ueda (Honda)                   |
| 11      | 1991 | Suzuka  | 250 cm³                               | Luca Cadalora (Honda)                 | Carlos Cardús (Honda)                 | Wilco Zeelenberg (Honda)              | Wilco Zeelenberg (Honda)              | Luca Cadalora (Honda)                 |
| 11      | 1991 | Suzuka  | 500 cm³                               | Kevin Schwantz (Suzuki)               | Mick Doohan (Honda)                   | Wayne Rainey (Yamaha)                 | Kevin Schwantz (Suzuki)               | John Kocinski (Yamaha)                |
|         |      |         |                                       |                                       |                                       |                                       |                                       |                                       |
| 12      | 1992 | Suzuka  | 125 cm³                               | Ralf Waldmann (Honda)                 | Bruno Casanova (Aprilia)              | Noboyuki Wakai (Honda)                | Bruno Casanova (Aprilia)              | Ralf Waldmann (Honda)                 |
| 12      | 1992 | Suzuka  | 250 cm³                               | Luca Cadalora (Honda)                 | Tadayuki Okada (Honda)                | Nobuatsu Aoki (Honda)                 | Nobuatsu Aoki (Honda)                 | Luca Cadalora (Honda)                 |
| 12      | 1992 | Suzuka  | 500 cm³                               | Mick Doohan (Honda)                   | Doug Chandler (Suzuki)                | Kevin Schwantz (Suzuki)               | Kevin Schwantz (Suzuki)               | Mick Doohan (Honda)                   |
|         |      |         |                                       |                                       |                                       |                                       |                                       |                                       |
| 13      | 1993 | Suzuka  | 125 cm³                               | Dirk Raudies (Honda)                  | Kazuto Sakata (Honda)                 | Takeshi Tsujimura (Honda)             | Dirk Raudies (Honda)                  | Kazuto Sakata (Honda)                 |
| 13      | 1993 | Suzuka  | 250 cm³                               | Tetsuya Harada (Yamaha)               | Tadayuki Okada (Honda)                | Doriano Romboni (Honda)               | Tetsuya Harada (Yamaha)               | Loris Capirossi (Honda)               |
| 13      | 1993 | Suzuka  | 500 cm³                               | Wayne Rainey (Yamaha)                 | Kevin Schwantz (Suzuki)               | Daryl Beattie (Honda)                 | Kevin Schwantz (Suzuki)               | Kevin Schwantz (Suzuki)               |
|         |      |         |                                       |                                       |                                       |                                       |                                       |                                       |
| 14      | 1994 | Suzuka  | 125 cm³                               | Takeshi Tsujimura (Honda)             | Kazuto Sakata (Aprilia)               | Hideyuki Nakajō (Honda)               | Noboru Ueda (Honda)                   | Kazuto Sakata (Aprilia)               |
| 14      | 1994 | Suzuka  | 250 cm³                               | Tadayuki Okada (Honda)                | Loris Capirossi (Honda)               | Tōru Ukawa (Honda)                    | Max Biaggi (Aprilia)                  | Max Biaggi (Aprilia)                  |
| 14      | 1994 | Suzuka  | 500 cm³                               | Kevin Schwantz (Suzuki)               | Mick Doohan (Honda)                   | Shin’ichi Itō (Honda)                 | Luca Cadalora (Yamaha)                | Kevin Schwantz (Suzuki)               |
|         |      |         |                                       |                                       |                                       |                                       |                                       |                                       |
| 15      | 1995 | Suzuka  | 125 cm³                               | Haruchika Aoki (Honda)                | Akira Saitō (Honda)                   | Kazuto Sakata (Aprilia)               | Kazuto Sakata (Aprilia)               | Hideyuki Nakajō (Honda)               |
| 15      | 1995 | Suzuka  | 250 cm³                               | Ralf Waldmann (Honda)                 | Nobuatsu Aoki (Honda)                 | Sadanori Hikita (Honda)               | Tetsuya Harada (Yamaha)               | Tadayuki Okada (Honda)                |
| 15      | 1995 | Suzuka  | 500 cm³                               | Daryl Beattie (Suzuki)                | Mick Doohan (Honda)                   | Takuma Aoki (Honda)                   | Mick Doohan (Honda)                   | Mick Doohan (Honda)                   |
|         |      |         |                                       |                                       |                                       |                                       |                                       |                                       |
| 16      | 1996 | Suzuka  | 125 cm³                               | Masaki Tokudome (Aprilia)             | Haruchika Aoki (Honda)                | Noboru Ueda (Honda)                   | Noboru Ueda (Honda)                   | Kazuto Sakata (Aprilia)               |
| 16      | 1996 | Suzuka  | 250 cm³                               | Max Biaggi (Aprilia)                  | Noriyasu Numata (Suzuki)              | Daijirō Katō (Honda)                  | Tetsuya Harada (Yamaha)               | Max Biaggi (Aprilia)                  |
| 16      | 1996 | Suzuka  | 500 cm³                               | Norick Abe (Yamaha)                   | Àlex Crivillé (Honda)                 | Scott Russell (Suzuki)                | Àlex Crivillé (Honda)                 | Norick Abe (Yamaha)                   |
|         |      |         |                                       |                                       |                                       |                                       |                                       |                                       |
| 17      | 1997 | Suzuka  | 125 cm³                               | Noboru Ueda (Honda)                   | Kazuto Sakata (Aprilia)               | Hideyuki Nakajō (Honda)               | Noboru Ueda (Honda)                   | Masaki Tokudome (Aprilia)             |
| 17      | 1997 | Suzuka  | 250 cm³                               | Daijirō Katō (Honda)                  | Tōru Ukawa (Honda)                    | Tetsuya Harada (Aprilia)              | Tetsuya Harada (Aprilia)              | Tetsuya Harada (Aprilia)              |
| 17      | 1997 | Suzuka  | 500 cm³                               | Mick Doohan (Honda)                   | Àlex Crivillé (Honda)                 | Tadayuki Okada (Honda)                | Tadayuki Okada (Honda)                | Mick Doohan (Honda)                   |
|         |      |         |                                       |                                       |                                       |                                       |                                       |                                       |
| 18      | 1998 | Suzuka  | 125 cm³                               | Kazuto Sakata (Aprilia)               | Tomomi Manako (Honda)                 | Masao Azuma (Honda)                   | Noboru Ueda (Honda)                   | Masao Azuma (Honda)                   |
| 18      | 1998 | Suzuka  | 250 cm³                               | Daijirō Katō (Honda)                  | Shin’ya Nakano (Yamaha)               | Naoki Matsudo (Yamaha)                | Daijirō Katō (Honda)                  | Naoki Matsudo (Yamaha)                |
| 18      | 1998 | Suzuka  | 500 cm³                               | Max Biaggi (Honda)                    | Tadayuki Okada (Honda)                | Noriyuki Haga (Yamaha)                | Max Biaggi (Honda)                    | Max Biaggi (Honda)                    |
|         |      |         |                                       |                                       |                                       |                                       |                                       |                                       |
| 19      | 1999 | Motegi  | 125 cm³                               | Masao Azuma (Honda)                   | Hideyuki Nakajō (Honda)               | Emilio Alzamora (Honda)               | Lucio Cecchinello (Honda)             | Max Sabbatani (Honda)                 |
| 19      | 1999 | Motegi  | 250 cm³                               | Shin’ya Nakano (Yamaha)               | Tōru Ukawa (Honda)                    | Loris Capirossi (Honda)               | Franco Battaini (Aprilia)             | Tōru Ukawa (Honda)                    |
| 19      | 1999 | Motegi  | 500 cm³                               | Kenny Roberts jr. (Suzuki)            | Mick Doohan (Honda)                   | Norick Abe (Yamaha)                   | Kenny Roberts jr. (Suzuki)            | Mick Doohan (Honda)                   |
|         |      |         |                                       |                                       |                                       |                                       |                                       |                                       |
| 20      | 2000 | Suzuka  | 125 cm³                               | Yōichi Ui (Derbi)                     | Noboru Ueda (Honda)                   | Masao Azuma (Honda)                   | Yōichi Ui (Derbi)                     | Roberto Locatelli (Aprilia)           |
| 20      | 2000 | Suzuka  | 250 cm³                               | Daijirō Katō (Honda)                  | Tōru Ukawa (Honda)                    | Shin’ya Nakano (Yamaha)               | Daijirō Katō (Honda)                  | Shin’ya Nakano (Yamaha)               |
| 20      | 2000 | Suzuka  | 500 cm³                               | Norick Abe (Yamaha)                   | Keny Roberts jr. (Suzuki)             | Tadayuki Okada (Honda)                | Keny Roberts jr. (Suzuki)             | Keny Roberts jr. (Suzuki)             |
|         |      |         |                                       |                                       |                                       |                                       |                                       |                                       |
| 21      | 2001 | Suzuka  | 125 cm³                               | Masao Azuma (Honda)                   | Yōichi Ui (Derbi)                     | Simone Sanna (Aprilia)                | Masao Azuma (Honda)                   | Masao Azuma (Honda)                   |
| 21      | 2001 | Suzuka  | 250 cm³                               | Daijirō Katō (Honda)                  | Tetsuya Harada (Aprilia)              | Roberto Locatelli (Aprilia)           | Daijirō Katō (Honda)                  | Daijirō Katō (Honda)                  |
| 21      | 2001 | Suzuka  | 500 cm³                               | Valentino Rossi (Honda)               | Garry McCoy (Yamaha)                  | Max Biaggi (Yamaha)                   | Loris Capirossi (Honda)               | Tōru Ukawa (Honda)                    |
|         |      |         |                                       |                                       |                                       |                                       |                                       |                                       |
| 22      | 2002 | Suzuka  | 125 cm³                               | Arnaud Vincent (Aprilia)              | Mirko Giansanti (Honda)               | Manuel Poggiali (Gilera)              | Dani Pedrosa (Honda)                  | Stefano Bianco (Aprilia)              |
| 22      | 2002 | Suzuka  | 250 cm³                               | Osamu Miyazaki (Yamaha)               | Daisaku Sakai (Honda)                 | Randy De Puniet (Aprilia)             | Fonsi Nieto (Aprilia)                 | Osamu Miyazaki (Yamaha)               |
| 22      | 2002 | Suzuka  | MotoGP                                | Valentino Rossi (Honda)               | Akira Ryō (Suzuki)                    | Carlos Checa (Yamaha)                 | Valentino Rossi (Honda)               | Valentino Rossi (Honda)               |
|         |      |         |                                       |                                       |                                       |                                       |                                       |                                       |
| 23      | 2003 | Suzuka  | 125 cm³                               | Stefano Perugini (Aprilia)            | Mirko Giansanti (Aprilia)             | Steve Jenkner (Aprilia)               | Alex De Angelis (Aprilia)             | Stefano Perugini (Aprilia)            |
| 23      | 2003 | Suzuka  | 250 cm³                               | Manuel Poggiali (Aprilia)             | Hiroshi Aoyama (Honda)                | Yūki Takahashi (Honda)                | Hiroshi Aoyama (Honda)                | Hiroshi Aoyama (Honda)                |
| 23      | 2003 | Suzuka  | MotoGP                                | Valentino Rossi (Honda)               | Max Biaggi (Honda)                    | Loris Capirossi (Ducati)              | Valentino Rossi (Honda)               | Valentino Rossi (Honda)               |
|         |      |         |                                       |                                       |                                       |                                       |                                       |                                       |
| 24      | 2004 | Motegi  | 125 cm³                               | Andrea Dovizioso (Honda)              | Roberto Locatelli (Aprilia)           | Héctor Barberá (Aprilia)              | Andrea Dovizioso (Honda)              | Andrea Dovizioso (Honda)              |
| 24      | 2004 | Motegi  | 250 cm³                               | Dani Pedrosa (Honda)                  | Toni Elías (Honda)                    | Hiroshi Aoyama (Honda)                | Dani Pedrosa (Honda)                  | Dani Pedrosa (Honda)                  |
| 24      | 2004 | Motegi  | MotoGP                                | Makoto Tamada (Honda)                 | Valentino Rossi (Yamaha)              | Shin’ya Nakano (Kawasaki)             | Makoto Tamada (Honda)                 | Makoto Tamada (Honda)                 |
|         |      |         |                                       |                                       |                                       |                                       |                                       |                                       |
| 25      | 2005 | Motegi  | 125 cm³                               | Mika Kallio (KTM)                     | Thomas Lüthi (Honda)                  | Héctor Faubel (Aprilia)               | Gábor Talmácsi (KTM)                  | Mateo Tunez (Aprilia)                 |
| 25      | 2005 | Motegi  | 250 cm³                               | Hiroshi Aoyama (Honda)                | Dani Pedrosa (Honda)                  | Casey Stoner (Aprilia)                | Hiroshi Aoyama (Honda)                | Dani Pedrosa (Honda)                  |
| 25      | 2005 | Motegi  | MotoGP                                | Loris Capirossi (Ducati)              | Max Biaggi (Honda)                    | Makoto Tamada (Honda)                 | Loris Capirossi (Ducati)              | Loris Capirossi (Ducati)              |
|         |      |         |                                       |                                       |                                       |                                       |                                       |                                       |
| 26      | 2006 | Motegi  | 125 cm³                               | Mika Kallio (KTM)                     | Álvaro Bautista (Aprilia)             | Julián Simón (KTM)                    | Álvaro Bautista (Aprilia)             | Mika Kallio (KTM)                     |
| 26      | 2006 | Motegi  | 250 cm³                               | Hiroshi Aoyama (KTM)                  | Alex De Angelis (Aprilia)             | Jorge Lorenzo (Aprilia)               | Jorge Lorenzo (Aprilia)               | Hiroshi Aoyama (KTM)                  |
| 26      | 2006 | Motegi  | MotoGP                                | Loris Capirossi (Ducati)              | Valentino Rossi (Yamaha)              | Marco Melandri (Honda)                | Loris Capirossi (Ducati)              | Valentino Rossi (Yamaha)              |
|         |      |         |                                       |                                       |                                       |                                       |                                       |                                       |
| 27      | 2007 | Motegi  | 125 cm³                               | Mattia Pasini (Aprilia)               | Gábor Talmácsi (Aprilia)              | Héctor Faubel (Aprilia)               | Mattia Pasini (Aprilia)               | Raffaele De Rosa (Aprilia)            |
| 27      | 2007 | Motegi  | 250 cm³                               | Mika Kallio (KTM)                     | Andrea Dovizioso (Honda)              | Héctor Barberá (Aprilia)              | Shūhei Aoyama (Honda)                 | Andrea Dovizioso (Honda)              |
| 27      | 2007 | Motegi  | MotoGP                                | Loris Capirossi (Ducati)              | Randy De Puniet (Kawasaki)            | Toni Elías (Honda)                    | Dani Pedrosa (Honda)                  | Toni Elías (Honda)                    |
|         |      |         |                                       |                                       |                                       |                                       |                                       |                                       |
| 28      | 2008 | Motegi  | 125 cm³                               | Stefan Bradl (Aprilia)                | Mike Di Meglio (Derbi)                | Gábor Talmácsi (Aprilia)              | Mike Di Meglio (Derbi)                | Gábor Talmácsi (Aprilia)              |
| 28      | 2008 | Motegi  | 250 cm³                               | Marco Simoncelli (Gilera)             | Álvaro Bautista (Aprilia)             | Alex Debón (Aprilia)                  | Marco Simoncelli (Gilera)             | Álvaro Bautista (Aprilia)             |
| 28      | 2008 | Motegi  | MotoGP                                | Valentino Rossi (Yamaha)              | Casey Stoner (Ducati)                 | Dani Pedrosa (Honda)                  | Jorge Lorenzo (Yamaha)                | Casey Stoner (Ducati)                 |
|         |      |         |                                       |                                       |                                       |                                       |                                       |                                       |
| 29      | 2009 | Motegi  | 125 cm³                               | Andrea Iannone (Aprilia)              | Julián Simón (Aprilia)                | Pol Espargaró (Derbi)                 | Andrea Iannone (Aprilia)              | Andrea Iannone (Aprilia)              |
| 29      | 2009 | Motegi  | 250 cm³                               | Álvaro Bautista (Aprilia)             | Hiroshi Aoyama (Honda)                | Mattia Pasini (Aprilia)               | Marco Simoncelli (Gilera)             | Álvaro Bautista (Aprilia)             |
| 29      | 2009 | Motegi  | MotoGP                                | Jorge Lorenzo (Yamaha)                | Valentino Rossi (Yamaha)              | Dani Pedrosa (Honda)                  | Valentino Rossi (Yamaha)              | Jorge Lorenzo (Yamaha)                |
|         |      |         |                                       |                                       |                                       |                                       |                                       |                                       |
| 30      | 2010 | Motegi  | 125 cm³                               | Marc Márquez (Derbi)                  | Nicolás Terol (Aprilia)               | Bradley Smith (Aprilia)               | Marc Márquez (Derbi)                  | Sandro Cortese (Derbi)                |
| 30      | 2010 | Motegi  | Moto2                                 | Toni Elías (Moriwaki)                 | Julián Simón (Suter)                  | Karel Abraham (FTR)                   | Julián Simón (Suter)                  | Julián Simón (Suter)                  |
| 30      | 2010 | Motegi  | MotoGP                                | Casey Stoner (Ducati)                 | Andrea Dovizioso (Honda)              | Valentino Rossi (Yamaha)              | Andrea Dovizioso (Honda)              | Valentino Rossi (Yamaha)              |
|         |      |         |                                       |                                       |                                       |                                       |                                       |                                       |
| 31      | 2011 | Motegi  | 125 cm³                               | Johann Zarco (Derbi)                  | Nicolás Terol (Aprilia)               | Héctor Faubel (Aprilia)               | Johann Zarco (Derbi)                  | Johann Zarco (Derbi)                  |
| 31      | 2011 | Motegi  | Moto2                                 | Andrea Iannone (Suter)                | Marc Márquez (Suter)                  | Thomas Lüthi (Suter)                  | Marc Márquez (Suter)                  | Andrea Iannone (Suter)                |
| 31      | 2011 | Motegi  | MotoGP                                | Dani Pedrosa (Honda)                  | Jorge Lorenzo (Yamaha)                | Casey Stoner (Honda)                  | Casey Stoner (Honda)                  | Dani Pedrosa (Honda)                  |
|         |      |         |                                       |                                       |                                       |                                       |                                       |                                       |
| 32      | 2012 | Motegi  | Moto3                                 | Danny Kent (KTM)                      | Maverick Viñales (FTR-Honda)          | Alessandro Tonucci (FTR-Honda)        | Danny Kent (KTM)                      | Alessandro Tonucci (FTR-Honda)        |
| 32      | 2012 | Motegi  | Moto2                                 | Marc Márquez (Suter)                  | Pol Espargaró (Kalex)                 | Esteve Rabat (Kalex)                  | Pol Espargaró (Kalex)                 | Pol Espargaró (Kalex)                 |
| 32      | 2012 | Motegi  | MotoGP                                | Dani Pedrosa (Honda)                  | Jorge Lorenzo (Yamaha)                | Álvaro Bautista (Honda)               | Jorge Lorenzo (Yamaha)                | Dani Pedrosa (Honda)                  |
|         |      |         |                                       |                                       |                                       |                                       |                                       |                                       |
| 33      | 2013 | Motegi  | Moto3                                 | Álex Márquez (KTM)                    | Maverick Viñales (KTM)                | Jonas Folger (Kalex-KTM)              | Álex Rins (KTM)                       | Álex Márquez (KTM)                    |
| 33      | 2013 | Motegi  | Moto2                                 | Pol Espargaró (Kalex)                 | Mika Kallio (Kalex)                   | Thomas Lüthi (Suter)                  | Mika Kallio (Kalex)                   | Pol Espargaró (Kalex)                 |
| 33      | 2013 | Motegi  | MotoGP                                | Jorge Lorenzo (Yamaha)                | Marc Márquez (Honda)                  | Dani Pedrosa (Honda)                  | Jorge Lorenzo (Yamaha)                | Jorge Lorenzo (Yamaha)                |
|         |      |         |                                       |                                       |                                       |                                       |                                       |                                       |
| 34      | 2014 | Motegi  | Moto3                                 | Álex Márquez (Honda)                  | Efrén Vázquez (Honda)                 | Brad Binder (Mahindra)                | Danny Kent (Husqvarna)                | Álex Márquez (Honda)                  |
| 34      | 2014 | Motegi  | Moto2                                 | Thomas Lüthi (Suter)                  | Maverick Viñales (Kalex)              | Esteve Rabat (Kalex)                  | Esteve Rabat (Kalex)                  | Maverick Viñales (Kalex)              |
| 34      | 2014 | Motegi  | MotoGP                                | Jorge Lorenzo (Yamaha)                | Marc Márquez (Honda)                  | Valentino Rossi (Yamaha)              | Andrea Dovizioso (Ducati)             | Jorge Lorenzo (Yamaha)                |
|         |      |         |                                       |                                       |                                       |                                       |                                       |                                       |
| 35      | 2015 | Motegi  | Moto3                                 | Niccolò Antonelli (Honda)             | Miguel Oliveira (KTM)                 | Jorge Navarro (Honda)                 | Romano Fenati (KTM)                   | Isaac Viñales (Husqvarna)             |
| 35      | 2015 | Motegi  | Moto2                                 | Johann Zarco (Kalex)                  | Jonas Folger (Kalex)                  | Sandro Cortese (Kalex)                | Johann Zarco (Kalex)                  | Jonas Folger (Kalex)                  |
| 35      | 2015 | Motegi  | MotoGP                                | Dani Pedrosa (Honda)                  | Valentino Rossi (Yamaha)              | Jorge Lorenzo (Yamaha)                | Jorge Lorenzo (Yamaha)                | Jorge Lorenzo (Yamaha)                |
|         |      |         |                                       |                                       |                                       |                                       |                                       |                                       |
| 36      | 2016 | Motegi  | Moto3                                 | Enea Bastianini (Honda)               | Brad Binder (KTM)                     | Nicolò Bulega (KTM)                   | Hiroki Ono (Honda)                    | Nicolò Bulega (KTM)                   |
| 36      | 2016 | Motegi  | Moto2                                 | Thomas Lüthi (Kalex)                  | Johann Zarco (Kalex)                  | Franco Morbidelli (Kalex)             | Johann Zarco (Kalex)                  | Franco Morbidelli (Kalex)             |
| 36      | 2016 | Motegi  | MotoGP                                | Marc Márquez (Honda)                  | Andrea Dovizioso (Ducati)             | Maverick Viñales (Suzuki)             | Valentino Rossi (Yamaha)              | Marc Márquez (Honda)                  |
|         |      |         |                                       |                                       |                                       |                                       |                                       |                                       |
| 37      | 2017 | Motegi  | Moto3                                 | Romano Fenati (Honda)                 | Niccolò Antonelli (KTM)               | Marco Bezzecchi (Mahindra)            | Nicolò Bulega (KTM)                   | Romano Fenati (Honda)                 |
| 37      | 2017 | Motegi  | Moto2                                 | Álex Márquez (Kalex)                  | Xavi Vierge (Tech 3)                  | Hafizh Syahrin (Kalex)                | Takaaki Nakagami (Kalex)              | Álex Márquez (Kalex)                  |
| 37      | 2017 | Motegi  | MotoGP                                | Andrea Dovizioso (Ducati)             | Marc Márquez (Honda)                  | Danilo Petrucci (Ducati)              | Johann Zarco (Yamaha)                 | Andrea Dovizioso (Ducati)             |
|         |      |         |                                       |                                       |                                       |                                       |                                       |                                       |
| 38      | 2018 | Motegi  | Moto3                                 | Marco Bezzecchi (KTM)                 | Lorenzo Dalla Porta (Honda)           | Darryn Binder (KTM)                   | Gabriel Rodrigo (KTM)                 | Darryn Binder (KTM)                   |
| 38      | 2018 | Motegi  | Moto2                                 | Francesco Bagnaia (Kalex)             | Lorenzo Baldassarri (Kalex)           | Miguel Oliveira (KTM)                 | Francesco Bagnaia (Kalex)             | Francesco Bagnaia (Kalex)             |
| 38      | 2018 | Motegi  | MotoGP                                | Marc Márquez (Honda)                  | Cal Crutchlow (Honda)                 | Álex Rins (Suzuki)                    | Andrea Dovizioso (Ducati)             | Marc Márquez (Honda)                  |
|         |      |         |                                       |                                       |                                       |                                       |                                       |                                       |
| 39      | 2019 | Motegi  | Moto3                                 | Lorenzo Dalla Porta (Honda)           | Albert Arenas (KTM)                   | Celestino Vietti (KTM)                | Niccolò Antonelli (Honda)             | Lorenzo Dalla Porta (Honda)           |
| 39      | 2019 | Motegi  | Moto2                                 | Luca Marini (Kalex)                   | Thomas Lüthi (Kalex)                  | Jorge Martín (KTM)                    | Luca Marini (Kalex)                   | Luca Marini (Kalex)                   |
| 39      | 2019 | Motegi  | MotoGP                                | Marc Márquez (Honda)                  | Fabio Quartararo (Yamaha)             | Andrea Dovizioso (Ducati)             | Marc Márquez (Honda)                  | Marc Márquez (Honda)                  |
|         |      |         |                                       |                                       |                                       |                                       |                                       |                                       |
| –       | 2020 | Motegi  | Abgesagt wegen der COVID-19-Pandemie. | Abgesagt wegen der COVID-19-Pandemie. | Abgesagt wegen der COVID-19-Pandemie. | Abgesagt wegen der COVID-19-Pandemie. | Abgesagt wegen der COVID-19-Pandemie. | Abgesagt wegen der COVID-19-Pandemie. |
|         |      |         |                                       |                                       |                                       |                                       |                                       |                                       |
| –       | 2021 | Motegi  | Abgesagt wegen der COVID-19-Pandemie. | Abgesagt wegen der COVID-19-Pandemie. | Abgesagt wegen der COVID-19-Pandemie. | Abgesagt wegen der COVID-19-Pandemie. | Abgesagt wegen der COVID-19-Pandemie. | Abgesagt wegen der COVID-19-Pandemie. |
|         |      |         |                                       |                                       |                                       |                                       |                                       |                                       |
| 40      | 2022 | Motegi  | Moto3                                 | Izan Guevara (GasGas)                 | Dennis Foggia (Honda)                 | Ayumu Sasaki (Husqvarna)              | Izan Guevara (GasGas)                 | Jaume Masiá (KTM)                     |
| 40      | 2022 | Motegi  | Moto2                                 | Ai Ogura (Kalex)                      | Augusto Fernández (Kalex)             | Alonso López (Boscoscuro)             | Arón Canet (Kalex)                    | Augusto Fernández (Kalex)             |
| 40      | 2022 | Motegi  | MotoGP                                | Jack Miller (Ducati)                  | Brad Binder (KTM)                     | Jorge Martín (Ducati)                 | Marc Márquez (Honda)                  | Jack Miller (Ducati)                  |
|         |      |         |                                       |                                       |                                       |                                       |                                       |                                       |
| 41      | 2023 | Motegi  | Moto3                                 | Jaume Masiá (Honda)                   | Ayumu Sasaki (Husqvarna)              | Daniel Holgado (KTM)                  | Jaume Masiá (Honda)                   | Ayumu Sasaki (Husqvarna)              |
| 41      | 2023 | Motegi  | Moto2                                 | Somkiat Chantra (Kalex)               | Ai Ogura (Kalex)                      | Pedro Acosta (Kalex)                  | Somkiat Chantra (Kalex)               | Somkiat Chantra (Kalex)               |
| 41      | 2023 | Motegi  | MotoGP                                | Jorge Martín (Ducati)                 | Francesco Bagnaia (Ducati)            | Marc Márquez (Honda)                  | Jorge Martín (Ducati)                 | Johann Zarco (Ducati)                 |

Rekordsieger Fahrer: Marc Márquez (5)

### Tödlich verunglückte Rennfahrer
| Fahrer       | Sterbedatum    | Klasse |
| ------------ | -------------- | ------ |
| Daijirō Katō | 20. April 2003 | MotoGP |

## Verweise